# Vera Cruz (São Paulo)
Vera Cruz – miasto i gmina w Brazylii, w stanie São Paulo. Znajduje się w mezoregionie Marília i mikroregionie Marília.